# 범어사 대웅전 영산회상도
부산 범어사 대웅전 영산회상도(釜山 梵魚寺 大雄殿 靈山會上圖)는 부산광역시 금정구의 범어사 대웅전에 있는 영산회상도이다. 2006년 11월 25일 부산광역시의 유형문화재 제67호로 지정되었다.

## 참고 자료
- 부산 범어사 대웅전 영산회상도 - 국가유산청 국가유산포털